# L.F. Rothschild
L.F. Rothschild (successivamente conosciuta come L.F. Rothschild, Unterberg, Towbin) fu un'azienda di investimenti statunitense creata nel 1899 da Louis F. Rothschild (1869–1957). L'azienda fallì nel 1987, a seguito degli eventi susseguenti al Lunedì nero del 1987.
| Controllo di autorità | VIAF (EN) 143161765 · LCCN (EN) n87822332 |